# Mohamed Diab Al Attar
Pour les articles homonymes, voir Diab et Attar.
Mohamed Diab Al Attar (arabe : محمد دياب العطار), plus connu sous le nom d'Ad-Diba (né le 17 novembre 1927 à Alexandrie en Égypte et mort le 30 décembre 2016 dans la même ville) est un joueur de football international égyptien, qui évoluait au poste d'attaquant, avant de devenir ensuite arbitre de football.

## Biographie

### Carrière en sélection
Connu pour avoir été international avec les Pharaons, Mohamed Diab Al Attar a inscrit quatre buts lors de la finale de la coupe d'Afrique des nations 1957, ce qui reste toujours un record du nombre inscrit en finale lors de la compétition.
Il inscrivit également le but de la victoire pour l'Égypte lors de la demi-finale contre l'Éthiopie.
Il entama une carrière d'arbitre de 1968 à 1976, arbitrant la finale de la CAN 1968.
En 2007, il est inclus dans une liste faite par la Confédération africaine de football des 200 meilleurs footballeurs africains de tous les temps.